# Борго деј Ђенерај (Тревизо)
Борго деј Ђенерај је насеље у Италији у округу Тревизо, региону Венето.
Према процени из 2011. у насељу је живело 47 становника. Насеље се налази на надморској висини од 84 м.